# Brain Fog
Brain Fog (deutsch Gehirnnebel, Hirnnebel) beschreibt Störungen der geistigen Leistungsfähigkeit, vor allem im Kontext von postakuten Infektionssyndromen wie Long COVID bzw. dem Post-COVID-Syndrom oder Myalgischer Enzephalomyelitis/Chronischem Fatigue-Syndrom (ME/CFS). Typisch sind beispielsweise Konzentrations- und Gedächtnisstörungen sowie Störungen der Sprache. Die damit einhergehenden Einschränkungen können leicht ausgeprägt sein oder zu schweren Beeinträchtigungen führen.

## Definition
Die Bezeichnung Brain Fog ist sowohl umgangssprachlich als auch in wissenschaftlicher Literatur gebräuchlich, stellt aber keine eigenständige Diagnose dar. Eine einheitliche medizinische oder wissenschaftliche Definition und Abgrenzung zu anderen kognitiven Störungen gibt es nicht. Im Zusammenhang mit COVID-19 und Langzeitfolgen einer SARS-CoV-2-Infektion wird auch die Bezeichnung Neuro-COVID für neurologische Manifestationen verwendet, zu denen auch neuropsychiatrische und neurokognitive Ausprägungen wie Brain Fog gehören.

## Symptome
Symptome, die als Brain Fog beschrieben werden, sind unter anderem:
- „Klebriges“[3] und verlangsamtes Denken,[9]
- Konzentrationsstörungen[3] (vor allem reduzierte Aufmerksamkeit),[10]
- Gedächtnisstörungen[3] (vor allem des Kurzzeitgedächtnisses),[10]
- Wortfindungsstörungen, Artikulationsstörungen und verwaschene Sprache,[3]
- Störungen der Informations- und Reizverarbeitung,[11]
- Störungen psychomotorischer Funktionen,[11]
- Störungen exekutiver Funktionen,[10]
- Schwierigkeiten, mehrere Aufgaben gleichzeitig zu erledigen,[12]
- Schwierigkeiten mit räumlicher Wahrnehmung und Orientierung[10] und
- verzögerte Reaktionen.[12]

Im Falle von schwerer ME/CFS kann die Fähigkeit zu kommunizieren erheblich eingeschränkt sein. Möglicherweise ist Kommunikation nur mit Unterstützung oder gar nicht mehr möglich.

## Pathophysiologie und weitere Ursachen
Die genauen Entstehungsmechanismen nach Infektionskrankheiten sind unbekannt. Diskutiert werden unter anderem Störungen des zentralen Nervensystems wie eine Neuroinflammation, eine direkte Infektion des zentralen Nervensystems, Autoimmunität, Reaktivierungen von Herpesviren, Durchblutungsstörungen und Sauerstoffmangel.
(Neuro-)kognitive Störungen im Sinne von Brain Fog können auch bei anderen Krankheiten wie der Schilddrüsenunterfunktion oder psychischen Erkrankungen auftreten. Teilweise sind andere Bezeichnungen etabliert: So ist bei der Fibromyalgie der Begriff Fibrofog üblich, während oder nach einer Krebsbehandlung wird die Bezeichnung Chemobrain verwendet.

## Diagnostik
Bei kognitiven Störungen im Rahmen von Long COVID bzw. dem Post-COVID-Syndrom sind der Ausschluss von Differenzialdiagnosen wie einer Demenz und das Erfragen weiterer Symptome besonders wichtig. In der fachspezifischen Abklärung wird eine neuropsychologische Untersuchung inklusive des Montreal-Cognitive-Assessment-Tests empfohlen. Unter Umständen werden Blutuntersuchungen, eine Lumbalpunktion und eine Bildgebung des Gehirns mittels Magnetresonanztomographie durchgeführt.
Die mit Brain Fog einhergehenden Symptome und Einschränkungen sind jedoch durch konventionelle Tests derzeit nicht gut abbildbar. In wissenschaftlicher Literatur wird darauf hingewiesen, dass neuropsychologische Messinstrumente für neurodegenerative Erkrankungen und traumatische Hirnschädigungen nicht geeignet sein könnten, um die Einschränkungen zu erfassen.

## Therapie
Bisher gibt es keine etablierten Therapien, es wird vor allem auf nicht-medikamentöse Maßnahmen verwiesen.
Teilweise wird kognitives Training empfohlen, wobei gesicherte Daten dazu fehlen. Tritt Brain Fog in Verbindung mit einer post-exertionellen Malaise (Zustandsverschlechterung nach Belastung) auf, soll kognitives Pacing erfolgen. Pacing ist ein individuelles Energiemanagement mit dem Ziel, eine Zustandsverschlechterung durch körperliche, kognitive oder emotionale Überlastung zu vermeiden. Kognitives Pacing kann beispielsweise bedeuten, nicht mehrere Aufgaben gleichzeitig zu erledigen.
Manchmal werden Off-Label-Medikamente eingesetzt. Zugrundeliegende Erkrankungen, wie das posturale (orthostatische) Tachykardiesyndrom oder das Mastzellaktivierungssyndrom, sollten entsprechend behandelt werden. Bei einer orthostatischen Intoleranz kann es hilfreich sein, kognitive Tätigkeiten im Liegen auszuführen.